# Élections sénatoriales de 1894 en Guadeloupe
Les élections sénatoriales en Guadeloupe ont eu lieu le dimanche 4 février 1894. 
Elles ont eu pour but d'élire le sénateur représentant le département au Sénat pour un mandat de neuf années.

## Contexte départemental
Les grands électeurs reflètent les résultats des élections municipales de 1892.

## Présentation des candidats et des suppléants
Le nouveau représentant est élu pour un mandat de 9 ans au suffrage universel indirect par les 284 grands électeurs du département, au scrutin majoritaire à deux tours. 
| Candidats | Candidats          | Parti        | Principale fonction                                                     |
| --------- | ------------------ | ------------ | ----------------------------------------------------------------------- |
|           | Alexandre Isaac    | Radical      | Ancien directeur de l'Intérieur en Guadeloupe, avocat. Sénateur sortant |
|           | Hippolyte Clayssen | Conserv      | Maire de Gourbeyre, propriétaire. Béké.                                 |
|           | Mathurin Dufond    | Opportuniste | Ancien adjoint au maire de Pointe-à-Pitre                               |

## Résultats
|          | Alexandre Isaac *  | Radical      | 194 | 67,83  |  |  |
|          | Hippolyte Clayssen | Conserv      | 52  | 18,18  |  |  |
|          | Mathurin Dufond    | Opportuniste | 40  | 13,99  |  |  |
|          |                    |              |     |        |  |  |
| Inscrits | Inscrits           | Inscrits     | 287 | 100,00 |  |  |
| Votants  | Votants            | Votants      | 286 | 99,65  |  |  |
| Exprimés | Exprimés           | Exprimés     | 286 | 100,00 |  |  |